# NGC 1463
NGC 1463 è una vasta galassia a spirale situata nella costellazione del Reticolo, a una distanza di circa 300 milioni di anni luce dalla nostra Via Lattea.

## Scoperta
La galassia è stata scoperta il 6 ottobre 1834 dall'astronomo britannico John Herschel.